# Blackburneus levis
Blackburneus levis är en skalbaggsart som beskrevs av Schmidt 1908. Blackburneus levis ingår i släktet Blackburneus och familjen Aphodiidae. Inga underarter finns listade.